# Course en ligne masculine des juniors aux championnats du monde de cyclisme sur route 2015
Navigation
Ponferrada 2014 Doha 2016
La course en ligne masculine des juniors des championnats du monde de cyclisme sur route 2015 a lieu le 26 septembre 2015 à Richmond, aux États-Unis. Elle est réservée aux coureurs nés en 1997 et 1998.

## Classement
|                           | Coureur                | Pays               | Temps          |
| ------------------------- | ---------------------- | ------------------ | -------------- |
| Médaille d'or, monde      | Felix Gall             | Autriche           | 3 h 11 min 9 s |
| Médaille d'argent, monde  | Clément Bétouigt-Suire | France             | m.t.           |
| Médaille de bronze, monde | Rasmus Pedersen        | Danemark           | + 1 s          |
| 4                         | Reto Müller            | Suisse             | + 10 s         |
| 5                         | Martin Salmon          | Allemagne          | + 10 s         |
| 6                         | Nicola Conci           | Italie             | + 10 s         |
| 7                         | Mathias Norsgaard      | Danemark           | + 13 s         |
| 8                         | Nathan Draper          | Royaume-Uni        | + 13 s         |
| 9                         | Marc Hirschi           | Suisse             | + 13 s         |
| 10                        | Pit Leyder             | Luxembourg         | + 20 s         |
| 11                        | Thomas Vereecken       | Belgique           | + 21 s         |
| 12                        | Alexys Brunel          | France             | + 23 s         |
| 13                        | Anthon Charmig         | Danemark           | + 26 s         |
| 14                        | Max Kanter             | Allemagne          | + 36 s         |
| 15                        | Matteo Sobrero         | Italie             | + 36 s         |
| 16                        | Michael Storer         | Australie          | + 36 s         |
| 17                        | Gino Mäder             | Suisse             | + 36 s         |
| 18                        | Adrien Costa           | États-Unis         | + 36 s         |
| 19                        | Joey Walker            | Royaume-Uni        | + 36 s         |
| 20                        | Kevin Geniets          | Luxembourg         | + 36 s         |
| 21                        | Jaka Primožič          | Slovénie           | + 39 s         |
| 22                        | Bjorg Lambrecht        | Belgique           | + 45 s         |
| 23                        | Tanguy Turgis          | France             | + 45 s         |
| 24                        | Nils Eekhoff           | Pays-Bas           | + 45 s         |
| 25                        | Marcel Neuhauser       | Autriche           | + 45 s         |
| 26                        | Vadim Pronskiy         | Kazakhstan         | + 45 s         |
| 27                        | Keagan Girdlestone     | Afrique du Sud     | + 45 s         |
| 28                        | Leo Appelt             | Allemagne          | + 45 s         |
| 29                        | Dušan Rajović          | Serbie             | + 45 s         |
| 30                        | Patrick Haller         | Allemagne          | + 45 s         |
| 31                        | Alexandr Kulikovskiy   | Russie             | + 45 s         |
| 32                        | Mario Spengler         | Suisse             | + 45 s         |
| 33                        | André Carvalho         | Portugal           | + 45 s         |
| 34                        | Kristo Enn Vaga        | Estonie            | + 45 s         |
| 35                        | Robin Froidevaux       | Suisse             | + 45 s         |
| 36                        | Markus Wildauer        | Autriche           | + 54 min       |
| 37                        | Jasper Philipsen       | Belgique           | + 54 s         |
| 38                        | Luis Villalobos        | Mexique            | + 58 s         |
| 39                        | Dennis van der Horst   | Pays-Bas           | + 1 min 0 s    |
| 40                        | Stefan Bissegger       | Suisse             | + 1 min 0 s    |
| 41                        | Michael O'Loughlin     | Irlande            | + 1 min 4 s    |
| 42                        | Gorazd Per             | Slovénie           | + 1 min 7 s    |
| 43                        | Karl Patrick Lauk      | Estonie            | + 1 min 9 s    |
| 44                        | Alejandro Gómiz        | Espagne            | + 1 min 12 s   |
| 45                        | Derek Gee              | Canada             | + 1 min 12 s   |
| 46                        | Luc Wirtgen            | Luxembourg         | + 1 min 12 s   |
| 47                        | Jakub Otruba           | Tchéquie           | + 1 min 12 s   |
| 48                        | Jhonatan Narváez       | Équateur           | + 1 min 12 s   |
| 49                        | Robbe Ghys             | Belgique           | + 1 min 12 s   |
| 50                        | Max Singer             | Allemagne          | + 1 min 12 s   |
| 51                        | Jorge Magalhães        | Portugal           | + 1 min 12 s   |
| 52                        | Pascal Eenkhoorn       | Pays-Bas           | + 1 min 12 s   |
| 53                        | Georg Zimmermann       | Allemagne          | + 1 min 12 s   |
| 54                        | Samuel Jenner          | Australie          | + 1 min 19 s   |
| 55                        | Marco Friedrich        | Autriche           | + 1 min 25 s   |
| 56                        | Bram Welten            | Pays-Bas           | + 1 min 27 s   |
| 57                        | Théo Menant            | France             | + 1 min 33 s   |
| 58                        | Alejandro Regueiro     | Espagne            | + 1 min 33 s   |
| 59                        | Alan Banaszek          | Pologne            | + 1 min 40 s   |
| 60                        | Sergey Rostovtsev      | Russie             | + 1 min 40 s   |
| 61                        | Riccardo Verza         | Italie             | + 1 min 40 s   |
| 62                        | Christopher Blevins    | États-Unis         | + 2 min 5 s    |
| 63                        | Niklas Larsen          | Danemark           | + 2 min 5 s    |
| 64                        | Louis Louvet           | France             | + 2 min 12 s   |
| 65                        | Aleksander Borisov     | Russie             | + 2 min 18 s   |
| 66                        | Robert Stannard        | Nouvelle-Zélande   | + 2 min 30 s   |
| 67                        | Pablo Alonso           | Espagne            | + 2 min 38 s   |
| 68                        | Stan Dewulf            | Belgique           | + 3 min 4 s    |
| 69                        | Patrick Gamper         | Autriche           | + 3 min 16 s   |
| 70                        | Masahiro Ishigami      | Japon              | + 3 min 18 s   |
| 71                        | Daniel Savini          | Italie             | + 3 min 25 s   |
| 72                        | Tommaso Fiaschi        | Italie             | + 3 min 25 s   |
| 73                        | Willem Boersma         | Canada             | + 3 min 29 s   |
| 74                        | Marten Kooistra        | Pays-Bas           | + 3 min 32 s   |
| 75                        | Szymon Sajnok          | Pologne            | + 3 min 34 s   |
| 76                        | Aaron Verwilst         | Belgique           | + 3 min 34 s   |
| 77                        | Torjus Sleen           | Norvège            | + 3 min 39 s   |
| 78                        | Hans Kristian Rudland  | Norvège            | + 3 min 39 s   |
| 79                        | Lars Saugstad          | Norvège            | + 4 min 29 s   |
| 80                        | Petter Fagerhaug       | Norvège            | + 4 min 29 s   |
| 81                        | Siim Kiskonen          | Estonie            | + 5 min 17 s   |
| 82                        | Dávid Gábor Kovács     | Hongrie            | + 5 min 17 s   |
| 83                        | Tobias Foss            | Norvège            | + 5 min 26 s   |
| 84                        | Samuel Oros            | Slovaquie          | + 6 min 7 s    |
| 85                        | Martin Spudil          | Tchéquie           | + 6 min 33 s   |
| 86                        | Vítor Schizzi          | Brésil             | + 6 min 51 s   |
| 87                        | Julián Cardona         | Colombie           | + 6 min 52 s   |
| 88                        | Jack Maddux            | États-Unis         | + 7 min 16 s   |
| 89                        | Adam Stenson           | Irlande            | + 7 min 25 s   |
| 90                        | Vincent Andersson      | Suède              | + 7 min 33 s   |
| 91                        | Tiago Da Silva         | Luxembourg         | + 11 min 43 s  |
| 92                        | El Mehdi Chokri        | Maroc              | + 12 min 30 s  |
| 93                        | Keitaro Sawada         | Japon              | + 12 min 30 s  |
| 94                        | Barnabás Peák          | Hongrie            | + 15 min 59 s  |
| 95                        | Adrián Bustamante      | Colombie           | + 16 min 1 s   |
| 96                        | Javier Ignacio Montoya | Colombie           | + 16 min 1 s   |
| 97                        | Itamar Einhorn         | Israël             | + 16 min 8 s   |
| 98                        | Adrián Foltán          | Slovaquie          | + 16 min 19 s  |
| 99                        | Dinmukhammed Ulysbayev | Kazakhstan         | + 16 min 32 s  |
| 100                       | Erik Sierra            | Équateur           | + 16 min 33 s  |
| 101                       | Melvin Boron           | Guatemala          | + 16 min 33 s  |
| 102                       | Mohcine El Kouraji     | Maroc              | + 16 min 33 s  |
| 103                       | Oussama Mansouri       | Algérie            | + 16 min 36 s  |
| 104                       | Joel Taylor            | Canada             | + 16 min 48 s  |
| 105                       | Erik Sandersson        | Suède              | + 17 min 9 s   |
| 106                       | Daniel Viegas          | Portugal           | + 18 min 14 s  |
| 107                       | João Almeida           | Portugal           | + 18 min 14 s  |
| 108                       | Antonio Barać          | Bosnie-Herzégovine | + 19 min 8 s   |
| 109                       | Patompob Phonarjthan   | Thaïlande          | + 19 min 18 s  |
| 110                       | Ethan Reynolds         | États-Unis         | + 19 min 41 s  |
| 111                       | Jonny Brown            | États-Unis         | + 19 min 41 s  |
| 112                       | Jake Gray              | Irlande            | + 19 min 41 s  |
| 113                       | Yuttana Mano           | Thaïlande          | + 19 min 41 s  |
| 114                       | Islam Mansouri         | Algérie            | + 21 min 4 s   |
|                           | Nicolas Nesi           | Italie             | DNF            |
|                           | Denis Nekrasov         | Russie             | DNF            |
|                           | Brandon McNulty        | États-Unis         | DNF            |
|                           | Simon Tuomey           | Irlande            | DNF            |
|                           | Nikita Sokolov         | Kazakhstan         | DNF            |
|                           | James Fouche           | Nouvelle-Zélande   | DNF            |
|                           | Amine Belabessi        | Algérie            | DNF            |
|                           | Aléxandros Agrótis     | Chypre             | DNF            |
|                           | Bryan Mendoza          | Salvador           | DNF            |
|                           | Fredy Toc              | Guatemala          | DNF            |
|                           | Joe Holt               | Royaume-Uni        | DNF            |
|                           | Saar Hershler          | Israël             | DNF            |
|                           | Adam Roberge           | Canada             | DNF            |
|                           | Nikolay Ilichev        | Russie             | DNF            |
|                           | Andreas Stokbro        | Danemark           | DNF            |
|                           | Tadej Pogačar          | Slovénie           | DNF            |
|                           | Michal Brázda          | Tchéquie           | DNF            |
|                           | Norbert Banaszek       | Pologne            | DNF            |
|                           | Juraj Michalička       | Slovaquie          | DNF            |
|                           | Kanan Gahramanli       | Azerbaïdjan        | DNF            |
|                           | Gustaf Andersson       | Suède              | DNF            |
|                           | Dmitriy Ponkratov      | Ouzbékistan        | DNF            |
|                           | Tarlan Mammadov        | Azerbaïdjan        | DNF            |
|                           | Gunyaidin Khaji        | Kazakhstan         | DNF            |
|                           | Kotaro Ono             | Japon              | DNF            |
|                           | Santiago Yeri          | Argentine          | DNF            |
|                           | Ilya Gorbushin         | Kazakhstan         | DNF            |
|                           | Kyle de Wet            | Afrique du Sud     | DNF            |
|                           | Ayumu Watanabe         | Japon              | DNF            |
|                           | Jarno Mobach           | Pays-Bas           | DNF            |
|                           | Bryan Portilla         | Équateur           | DNF            |
|                           | Jarrod Hattingh        | Afrique du Sud     | DNF            |
|                           | Erik Relanto           | Finlande           | DNF            |
|                           | Damian Sławek          | Pologne            | DNF            |
|                           | Dawid Gieracki         | Pologne            | DNF            |
|                           | Márcio Oliveira        | Brésil             | DNF            |
|                           | Batsaikhan Tegshbayar  | Mongolie           | DNF            |
|                           | Mário Rojas            | Costa Rica         | DNF            |
|                           | Pavel Sivakov          | Russie             | DNF            |
|                           | Mathieu Burgaudeau     | France             | DNF            |
|                           | Ēriks Toms Gavars      | Lettonie           | DNF            |
|                           | Darragh O'Mahony       | Irlande            | DNF            |
|                           | Pédro Martins          | Brésil             | DNF            |
|                           | Harry Sweeny           | Australie          | DNF            |
|                           | Ahulee Rivera          | Porto Rico         | DNF            |
|                           | Merrill Chua           | Singapour          | DNF            |
|                           | Žiga Jerman            | Slovénie           | DNF            |
|                           | Sam Dobbs              | Nouvelle-Zélande   | DNF            |
|                           | Michel Ries            | Luxembourg         | DNF            |
|                           | Musa Mikayilzade       | Azerbaïdjan        | DNF            |
|                           | Jaakko Hänninen        | Finlande           | DNS            |